# Escollir un amor
Escollir un amor (títol original: Dying Young), és una pel·lícula estatunidenca dirigida per Joel Schumacher el 1991. Ha estat doblada al català.

## Argument
Hillary O'Neil és una jove de 23 anys, molt bonica, ambiciosa però sense feina. Acaba de separar-se del seu company que l'ha enganyada. Buscant un treball respon a un petit anunci en un diari per una feina a domicili d'una persona que necessita una petita experiència d'infermera. Anant a l'adreça indicada entra al domicili d'un home de negocis riquíssim que busca una ajuda permanent pel seu jove fill de 28 anys afectat de leucèmia des de fa més de 10 anys. El pare no li dona la feina a la jove, considerant que no té l'experiència necessària i sense recomanacions. Però el fill, Victor, la fa cridar immediatament al carrer pel seu majordom quan havia estrenat, li revela de seguida la seva malaltia, i decideix oferir-li la feina sense amagar-li que haurà necessàriament de viure moments extremadament esgarrifosos en el seu paper de suport sobretot en el moment dels terribles efectes secundaris de la quimioteràpia. Comença llavors una història punyent on els sentiments de la jove progressen des de la compassió a un autèntic i profund amor compartit entre ella i el jove.

## Repartiment
- Julia Roberts: Hilary O'Neil
- Campbell Scott: Victor Geddes
- Vincent D'Onofrio: Gordon
- Colleen Dewhurst: Estelle Whittier
- David Selby: Richard Geddes
- Ellen Burstyn: Mme O'Neil
- Dion Anderson: Cappy
- George Martin: Malachï
- A.J. Johnson: Shauna
- Daniel Beer: Danny
- Behrooz Afrakhan: Moamar
- Michael Halton: Amic de Gordon
- Larry Nash: Ajudant
- Alex Trebek: Hoste de Jeopardy
- Richard Friedenberg

## Crítica
- A partir d'un llagrimós guió de Richard Friedenberg, que adapta una novel·la no tan llagrimosa de Marti Leimbach, el director Joel Schumacher construeix un film d'una estupefacta idiotesa"[3]
- "Una bonica, decorativa pel·lícula (...) Schumacher, amb una direcció que recorda a l'estil d'Adrian Lyne, dona al film un to càlid i una elegant il·luminació (...) 'Dying Young' ultrapassa alguna cosa els límits quan enfantitza la superioritat intel·lectual de Victor"[4]